# Sotigui Kouyaté, un griot moderne
Pour plus de détails, voir Fiche technique et Distribution.
Sotigui Kouyaté, un griot moderne est un  documentaire franco-tchadien réalisé par Mahamat Saleh Haroun en 1995 et sorti en 1996 au Festival international du film d'Amiens.

## Synopsis
À travers les témoignages de Peter Brook, Jean-Pierre Guingané et Jean-Claude Carrière, Mahamat Saleh Haroun brosse le portrait de l'un des plus grands acteurs africains Sotigui Kouyaté. Homme de la ville et homme de la brousse, le comédien retrouve sa ville natale, Bamako, après 30 ans d'absence. Sotigui Kouyaté, père du réalisateur Dani Kouyaté et du conteur Hassane Kassi Kouyaté raconte comment il conçoit le rôle de transmission du griot dans une Afrique moderne.

## Fiche technique
- Titre original : Sotigui Kouyaté, un griot moderne
- Réalisation : Mahamat Saleh Haroun
- Distribution : Peter Brook, Jean-Pierre Guingané, Sotigui Kouyaté
- Société de production : Productions de la Lanterne (Les)
- Genre : documentaire
- Durée : 52 minutes
- Dates de sortie : 1996 (Festival international du film d'Amiens)